# Кукушкинский сельсовет (Татарская АССР)
Кукушкинский сельсовет — административно-территориальная единица в Казанской губернии и Татарской АССР.
Административный центр — Кукушкино.
Образован в 1918 году в составе Воскресенской волости Казанского уезда той же губернии (с 1920 года в составе той же волости Арского кантона Татарской АССР). При частичном районировании Татарской АССР в 1927 году сельсовет, как и вся волость, вошёл в состав Казанского района.
В январе 1932 года при укрупнении сельсоветов в Казанском районе к сельсовету присоединены населённые пункты Больше-Отарского и Победиловского сельсоветов.
В июле того же года центр сельсовета включён в состав Казани, остальные населённые пункты вошли в новосозданный Больше-Отарский сельсовет.
Население сельсовета составляло 448 чел. в 1920 году, 486 чел. в 1922 году, 545 чел. в 1927 году.

### Комментарии
1. ↑  Примечание источника: Населённые пункты, имеющие менее 50 жителей, указаны не все
2. ↑  Примечание источника: Очень мелкие населённые пункты (кордоны, сторожки, и.т.д.) не включены